# Regió històrica

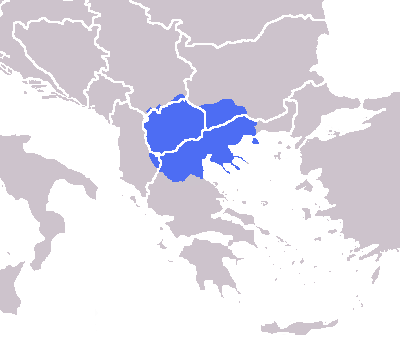
Regió històrica de Macedònia

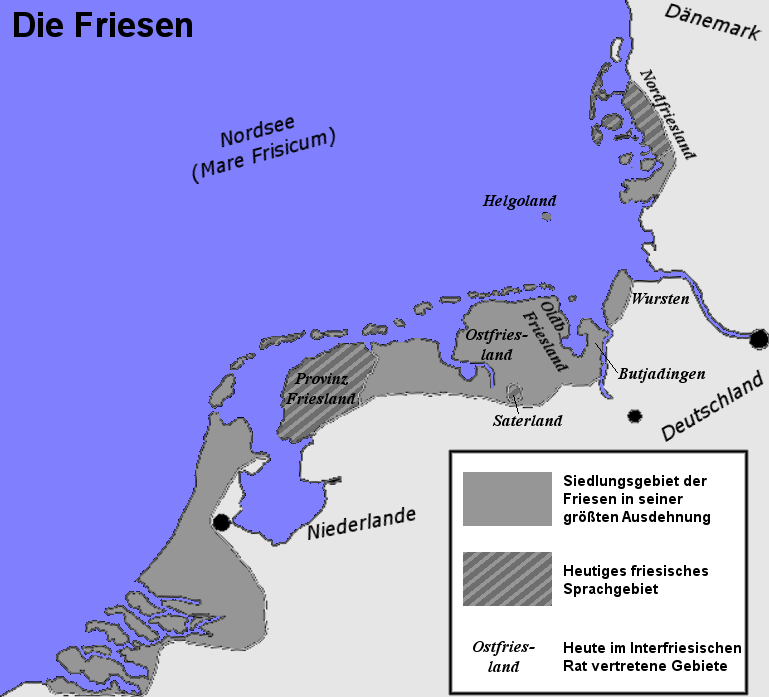
Mapa de la regió històrica de Frísia

Regió històrica és un concepte de la geografia històrica que es va començar a utilitzar i aplicar als estudis d'etnografia, història, arqueologia i antropologia cultural a principis del segle xx. Així, és un terme que, igual que els conceptes d'història del paisatge i de paisatge geogràfic, és relativament nou i, en alguns casos, encara es troba en procés de definició. Generalment, s'aplica a zones definides que, malgrat llur caràcter, no disposen d'un estat independent o que han estat dividides o assimilades administrativament amb posterioritat.

## Definicions
Una regió històrica és, generalment, una zona naturalment delimitada en la qual els assentaments humans comparteixen un desenvolupament comú d'esdeveniments històrics i, sovint, de trets lingüístics i ètnics durant períodes històrics definits. Les fronteres d'aquestes regions poden coincidir o no amb regions geogràfiques o també amb entitats polítiques existents o ja desaparegudes, com estats moderns o imperis.
Sovint, i independentment de les estructures polítiques i econòmiques dominants i dels canvis de delimitacions de la zona en qüestió, existeix una consciència comuna en els habitants de pertànyer a una mateixa regió històrica. Aquest sentiment pot ser una font d'identitat o no, segons els casos.
Algunes regions històriques tenen rellevància especialment a l'hora d'estudiar regions geogràfiques en determinats períodes històrics.
Alguns historiadors inclouen els imperis ja desapareguts dins del grup de les "regions històriques", donant un sentit més ample a la definició. Però, en molts casos, als imperis, els manca l'aïllament en diversos graus que caracteritza la definició estricta de regió històrica.
El concepte de regió històrica pot tindre més o menys rellevància segons els casos i els països. La regió històrica de Mesopotàmia, per exemple, té molta importància en els camps de la història antiga i de l'arqueologia. Altres regions històriques han estat quasi oblidades.
Recentment, va haver-hi un intent per part del govern francès de revifar el nom de l'antiga regió de Septimània per anomenar la moderna regió francesa del Llenguadoc-Rosselló.
Aquest intent no va reeixir.